# アンドレッティ・グローバル

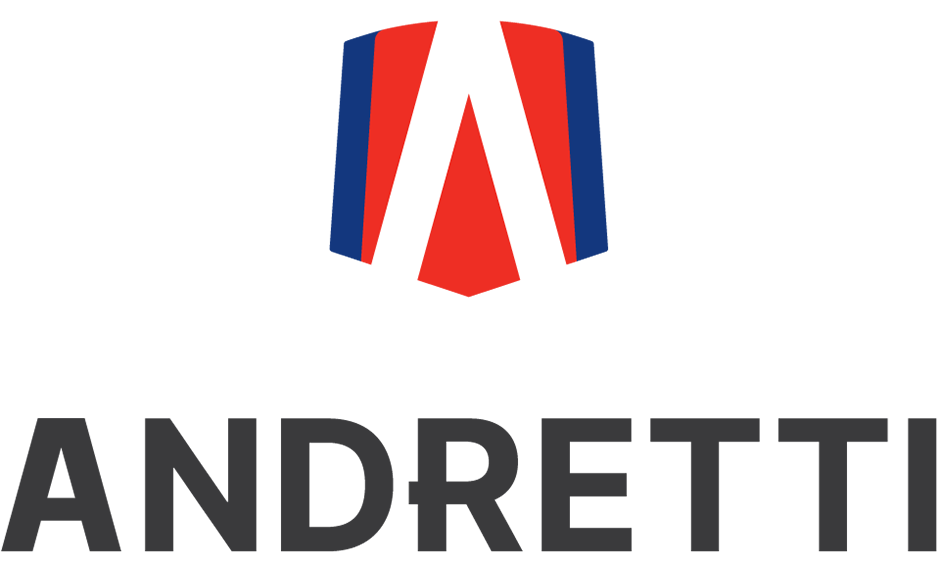
ロゴ

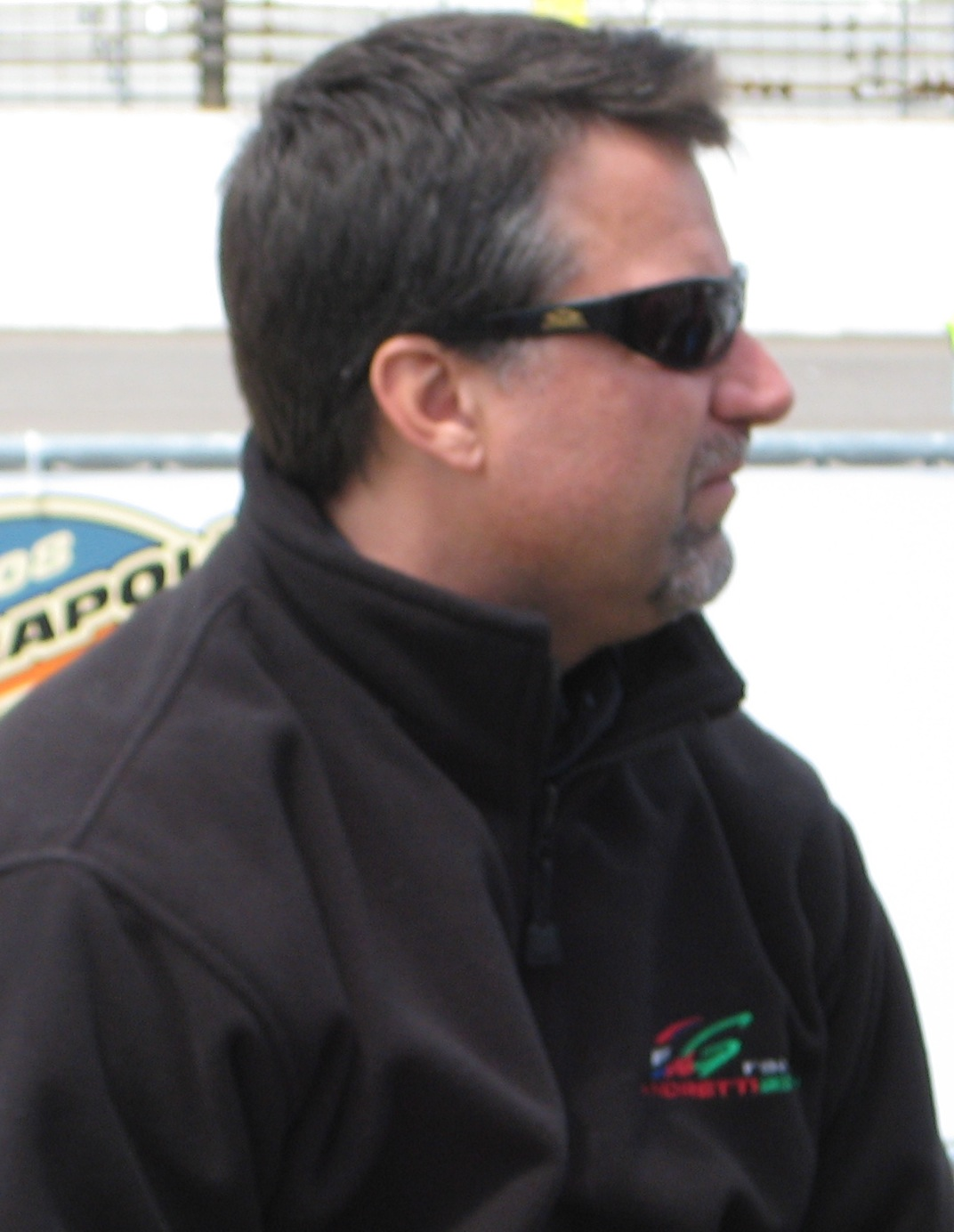
マイケル・アンドレッティ（2008年）

アンドレッティ・グローバル（Andretti Global）は、アメリカ合衆国のレーシングチームである。チームはロサンゼルス・ドジャースの共同オーナー、マーク・ウォルターが設立した持ち株会社、TWGグローバルが所有、運営している。
現在はインディカー・シリーズ、インディNXT、豪州スーパーカーズ選手権、フォーミュラEに参戦している。以前はA1グランプリやアメリカン・ル・マン・シリーズ、グローバル・ラリークロスにも参戦していた。また、ゼネラルモーターズとともに、キャデラックとしてF1参戦計画を発表している。
本項目では前身となったチーム・グリーン及びアンドレッティ・グリーン・レーシング（Andretti Green Racing）についても記載する。

## CART

### フォーサイス・グリーン・レーシング
1993年に、ジェラルド・フォーサイスが所有するフォーサイス・レーシングに共同オーナーとしてバリー・グリーンが加わり、フォーサイス・グリーン・レーシングとして改称され、クロード・ブルボネとジャック・ヴィルヌーヴのドライブでフォーミュラ・アトランティックに2台体制で出走した。
1994年はインディカー・ワールドシリーズにジャック・ヴィルヌーヴの1台体制で参戦し、インディ500では2位に入賞、第14戦ロード・アメリカで初優勝を達成した。

### チーム・グリーン
1994年シーズン終了後にバリーとフォーサイスは離別。フォーサイスはフォーサイス・レーシングとして、バリーはチーム・グリーンとして各々独立し、バリーは兄弟キム・グリーンをチームマネージャーに迎える。
1995年にはジャック・ヴィルヌーヴによりインディ500を制し、インディカー・ワールドシリーズのシリーズチャンピオンも獲得。ヴィルヌーヴはF1のウィリアムズへと移籍して行った。
1996年、ヴィルヌーヴの後任としてブラジルのビール「ブラマ」をスポンサーに持つラウル・ボーセルを起用し、ブラマ・スポーツ・チームとして出走したが、シーズンを通し中団での戦いに終始し最高位7位と不振に終わる。
1997年、新たにパーカー・ジョンストンをレギュラードライバーとして起用し、メインスポンサーにKOOL、エンジンはホンダを獲得し、CARTへのエントリー名はチーム・クール・グリーンとなった。ジョンストンはシリーズ16位に終わったが、このシーズン終盤に、ヨーロッパからアメリカに活動の舞台を移したスコットランドの新鋭ダリオ・フランキッティを獲得。シーズン終了後に6年在籍したチームペンスキーとの契約を打ち切られたポール・トレーシーとも契約し、翌年からの2台体制への移行に備えることとなった。フランキッティとトレーシーは以後5シーズンの間、チームメイトとしてチームに残留した。
1998年、フランキッティは頭角を現し、第14戦ロード・アメリカで初優勝を挙げると、第15戦バンクーバー、第17戦ヒューストンと優勝を重ねシリーズランキング3位を獲得。対するトレーシーは決勝レースでの安定感に欠けシリーズ13位に終わった。
2001年、マイケル・アンドレッティが、チーム・グリーン傘下であるチーム・モトローラに加入し、この年は第9戦クリーブランドでフランキッティが、第10戦トロントでマイケルがそれぞれ勝利を挙げた。
2002年、マイケルが第2戦ロングビーチで現役最後の勝利を挙げた。また、開幕戦直後にシャーシ供給元であるレイナードが倒産し、第3戦もてぎからはローラへと使用シャーシを変更する。その初戦となったもてぎではマイナートラブルが発生したが、次の第4戦ミルウォーキーではトレーシーが優勝を飾り、第10戦バンクーバー、第13戦モントリオール、第15戦イングランドではフランキッティが優勝した。

## インディカー・シリーズ

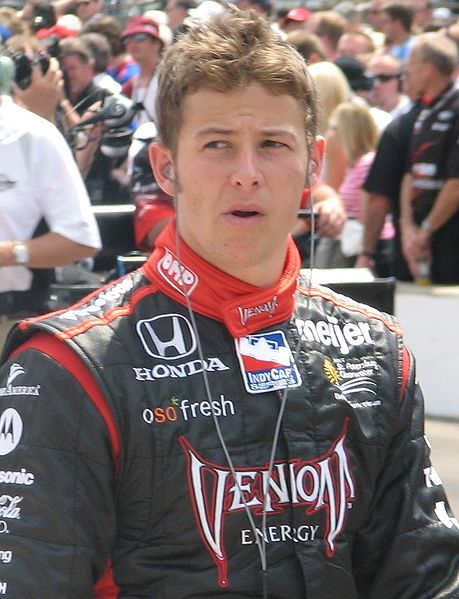
マイケルの息子、マルコ・アンドレッティ（2009年）

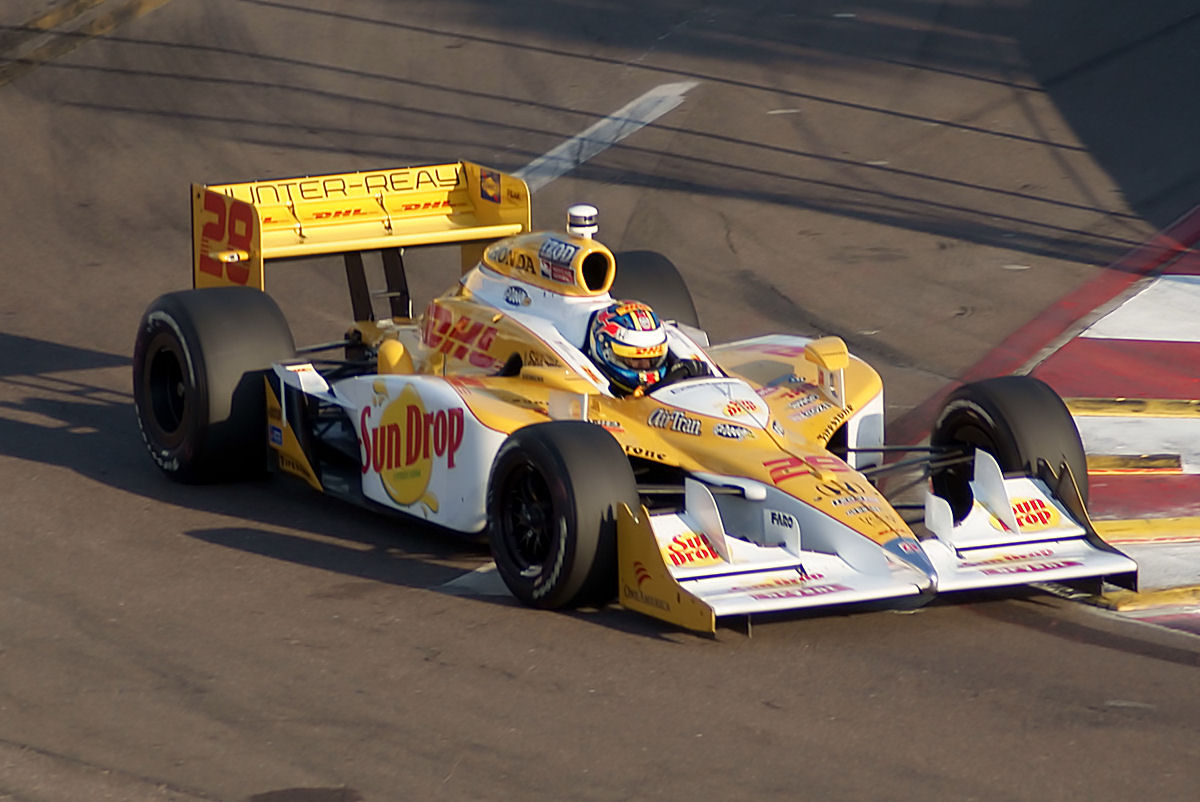
セントピーターズバーグのライアン・ハンターレイ（2011年）

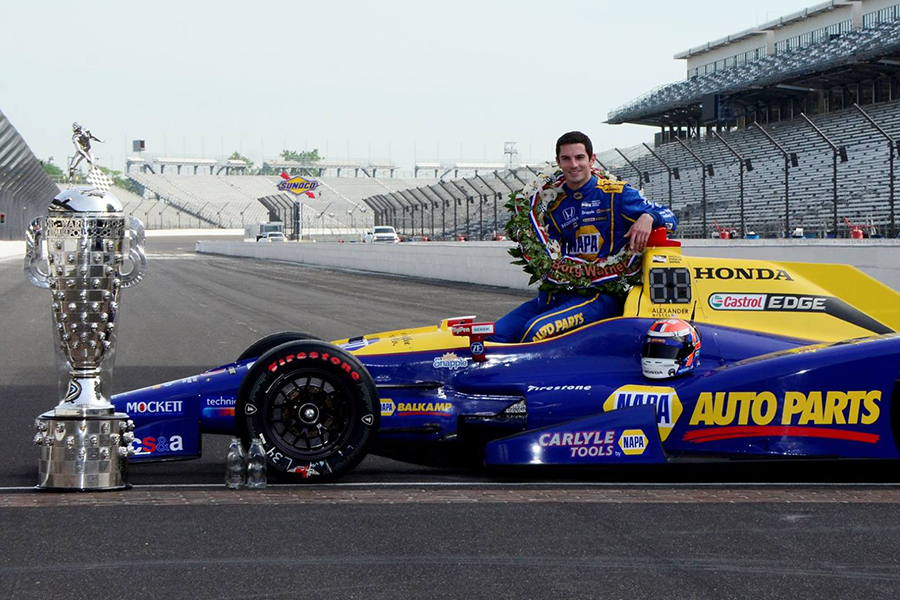
第100回インディ500王者のアレキサンダー・ロッシ（2016年）

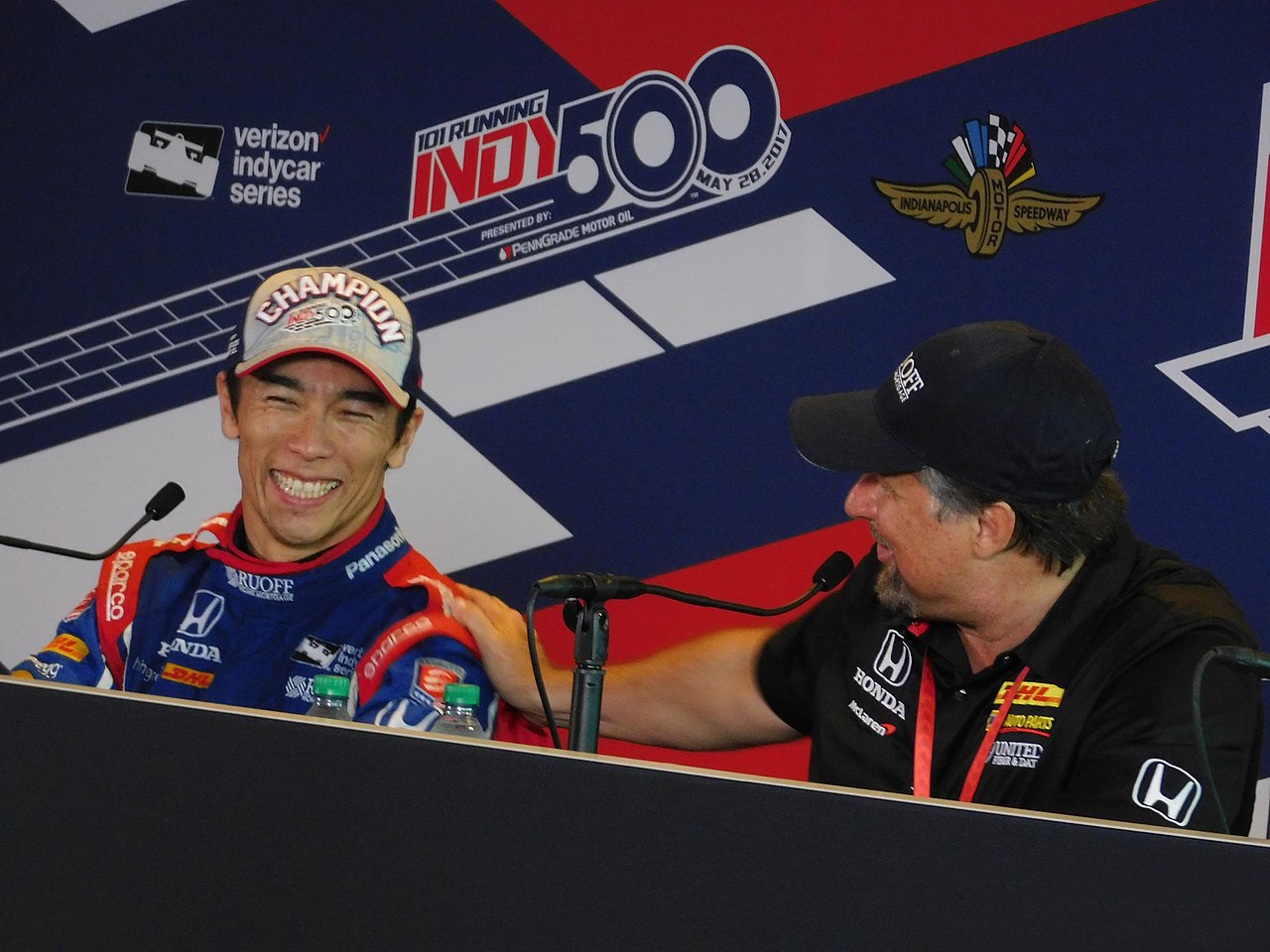
第101回インディ500王者の佐藤琢磨とマイケル・アンドレッティ（2017年）

### アンドレッティ・グリーン・レーシング
2001年シーズンの末にCARTでエンジン既定を巡るトラブルが発端となり、CARTへのエントリーは2002年までで打ち切り、翌2003年よりライバルシリーズであるインディカー・シリーズに移籍することになった。同時にマイケル・アンドレッティがチーム株式の多くを買い取ることで共同オーナーに参画し、アンドレッティ・グリーン・レーシング（AGR）と名称を変更した。トレーシーは、スポット参戦した2002年のインディ500で優勝を逃すことになった裁定への不満と、インディカーがカナダでのレースを行っていないため、CARTへのエントリーのために移籍、替わりにトニー・カナーンが加わる。
2003年は、ダリオ・フランキッティの負傷によりドライバーの変更が多い年となる。第3戦もてぎではダン・ウェルドン、第4戦インディ500ではロビー・ゴードン、第5戦テキサスではブライアン・ハータがそれぞれ代わりに出走した。フランキッティは第6戦パイクスピークには出走したものの、手術のためシーズンの残りはハータにシートを譲ることとなった。カナーンも第3戦もてぎで骨折したため、インディ500への出走が危ぶまれ、代役としてマリオ・アンドレッティがプライベートテストを行ったが、そのテスト中に宙を舞う大事故を起こした。怪我はなかったものの、カナーンが出走可能になったためマリオが出走することはなかった。また、マイケルが第4戦インディ500で引退することをうけて、ウェルドンが後任としてそのままチームに残留することとなった。この年の勝利は、第2戦フェニックスでカナーンが、第8戦カンザスでハータがそれぞれ挙げた。
フランキッティが復帰し、2004年シーズンからは4台体制となる。2005年の第3戦セントピーターズバーグではウェルドン、カナーン、フランキッティ、ハータの順で1-2-3-4フィニッシュを達成した。また、カナーンとウェルドンはそれぞれ、インディカーシリーズの2004年と2005年のチャンピオンとなり、ウェルドンは2005年のインディ500でも勝利した。
2005年のタイトルを獲得したダン・ウェルドンは2006年にチップ・ガナッシ・レーシングへ移籍し、代わりにマイケルの息子マルコ・アンドレッティが加入することとなった。この年のインディ500では、マイケルも復帰して出走し、親子での上位争いが見られた。結果はマルコがチーム・ペンスキーのサム・ホーニッシュJr.に僅差で敗れ2位、マイケルは3位であった。
2006年7月25日、新しくAGRが参戦するアメリカン・ルマン・シリーズ用のアキュラLMP2のプロジェクトに参加するハータに替わって、ダニカ・パトリックが2007年からAGRに加入することが発表された。
2007年、フランキッティがインディ500とインディカー・シリーズのチャンピオンとなったが、翌2008年シーズンはチップ・ガナッシレーシングへ移籍し、NASCARスプリントカップシリーズに転向することとなった。10月31日、その補強として武藤英紀がカーNo.27のシートに座ることが発表された。武藤は2007年インディ・ライツから昇格してきたドライバーである。
インディ・ライツはインディカー・シリーズの下位カテゴリーで、AGRはそのシリーズに2台出走させるために、AFSレーシングと提携している。2007年はウェイド・カニンガムとジェイミー・カマラがドライブし、それぞれ3位と6位となった。2008年は2007年にチャンプカー・アトランティックシリーズをドライブしていたラファエル・マトスとアリー・ルイエンダイクJr.がドライブした。
2008年にはパトリックがツインリンクもてぎで初勝利。またカナーンも1勝を挙げた。さらに武藤がルーキー・オブ・ザ・イヤーを獲得している。パトリックは女性ドライバーとして主要モータースポーツでは世界ラリー選手権のミシェル・ムートン、パリ・ダカールラリーのユタ・クラインシュミット以来となる勝利であった。
2009年は前年同様の体制（インフィニオンのみフランク・モンタニーがスポット参戦）で臨んだが、未勝利に終わる。

### アンドレッティ・オートスポーツ
2009年11月、マイケル・アンドレッティを単独オーナーとして、アンドレッティ・オートスポーツに改称することが発表された。
2010年は武藤はニューマン・ハース・レーシングへ移籍し、当初一部レースのみの参戦予定でライアン・ハンター＝レイが加入するが、チームに2年ぶりの勝利をロングビーチでもたらすと、フル参戦を勝ち取った。他にカナーンが1勝を挙げている。
2011年は、カナーンのメインスポンサーが体制を縮小したことにより離脱し、替わりに前年インディ500で大怪我を負ったマイク・コンウェイが加入し、引き続き4台体制で参戦した。ロングビーチでコンウェイが復帰３戦目で優勝、アイオワでマルコ・アンドレッティがオーバル初優勝、ニューハンプシャーでハンター＝レイが優勝し、前年を上回る３勝をあげた。パトリックが翌2012年よりNASCARに本格転向するため、チームはウェルドンと契約をしていた。
2012年は、コンウェイがA.J.フォイト・エンタープライズに移籍したことでレギュラーシートは3つになった。前年のラスベガスでウェルドンが事故死したため、2011年ルーキー・オブ・ザ・イヤーのジェームズ・ヒンチクリフが加入した。さらにセバスチャン・サベードラがリザーブドライバーを務め、アナ・ベアトリスがサンパウロとインディ500にスポット参戦する。当初カレンダーから外れていたミルウォーキーでのレースのプロモーターも務めた。同年はライアン・ハンターレイが4勝を挙げ、サム・ホーニッシュJr.以来となるアメリカ人チャンピオンに輝いた。
2013年以降はチャンピオンから遠ざかっているが、チームプレイの生きるインディ500では強さを見せている。2016年はアレキサンダー・ロッシがチームメイトのスリップストリームを遣いながら燃費作戦を敢行、記念すべき第100回インディ500をルーキーの大逆転優勝で飾った。2017年は佐藤琢磨が加入し、インディ500では現役F1ドライバーのフェルナンド・アロンソも加わり、ジョイントを含め6台体制を敷いた（マイケル・アンドレッティはこれを6発の弾丸と表現している）。トラブルも多数出たがアンドレッティ勢は終始レースを支配し、佐藤琢磨の日本人初インディ500優勝に結びつけた。

## アメリカン・ル・マン・シリーズ

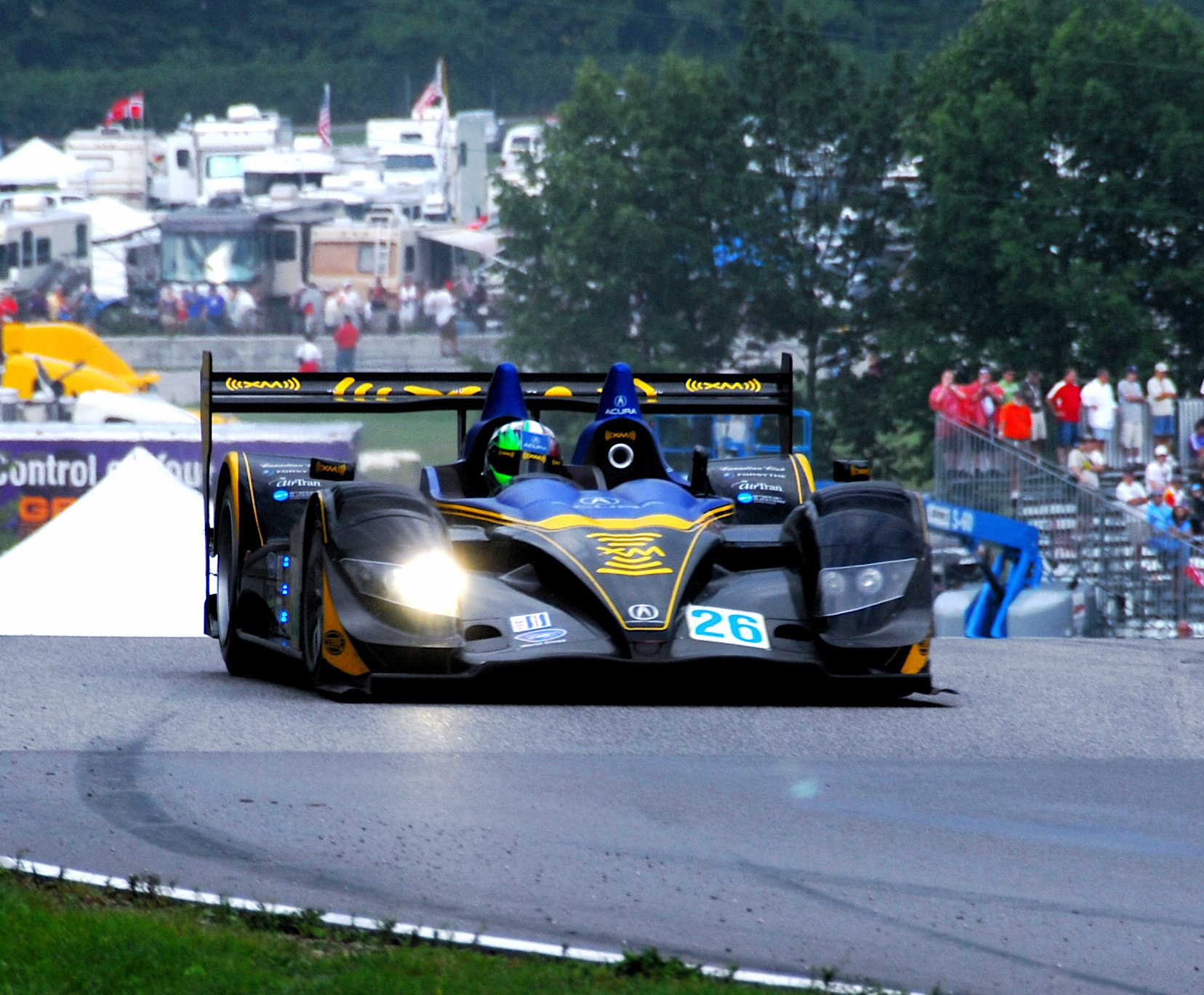
アキュラ・ARX-01a (2007年)

2006年にAGRがアキュラのワークスチームであることが発表され、ハイクロフト・レーシングと共にクラージュ・LC75の開発を行うこととなった。
2007年、開幕戦セブリング12時間レースで新たにアキュラ・ARX-01aと命名された車体をデビューさせた。このレースでAGRはダリオ・フランキッティ、マリーノ・フランキッティ、ブライアン・ハータ、トニー・カナーンのドライブでLMP2クラスで優勝、総合でも2位に入ったが、シーズンの残りでペンスキー・レーシングのポルシェ・RSスパイダーに完全に追い越されることとなった。
2008年シーズンはブライアン・ハータとクリスチャン・フィッティパルディがフルタイムドライバーを務め、一部の長距離レースではトニー・カナーンがドライブする事となったが、翌2009年、AGRはアキュラとの契約を解消し、シリーズから撤退している。

## フォーミュラE

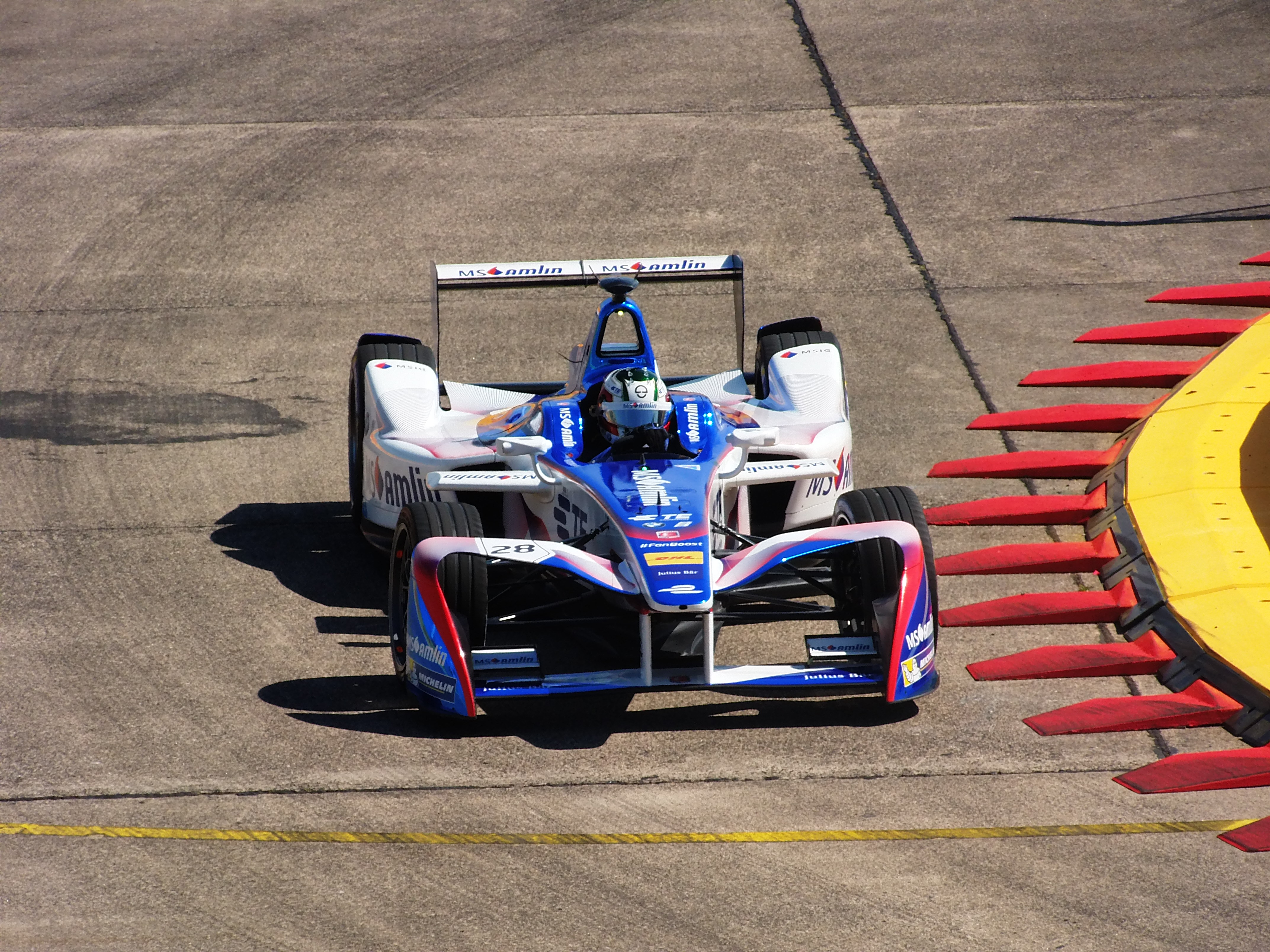
2017年ベルリン

2013年7月に、2014年9月より開催予定のフォーミュラE選手権に参戦する予定であることを発表した。また、2015年3月14日にマイアミで開催予定のフォーミュラE選手権第7戦において主催者を務めることを発表した。
2016年5月にはBMWとの提携でパワートレインを内製し、2017年7月にはBMWのワークスとして第5シーズンから参戦することを発表した。
アムリン・アグリ消滅後アムリンのスポンサーシップを引き継いだ他（後にMS&AD名義に変更）、2017-18年シーズン開幕戦香港EPに小林可夢偉をスポット起用するなどしてしばし日本の注目を集めている。2018-19年シーズンに初のワークスとして臨んだ開幕戦サウジアラビアEPではアントニオ・フェリックス・ダ・コスタがアンドレッティの初優勝を飾った。

## ラリークロス

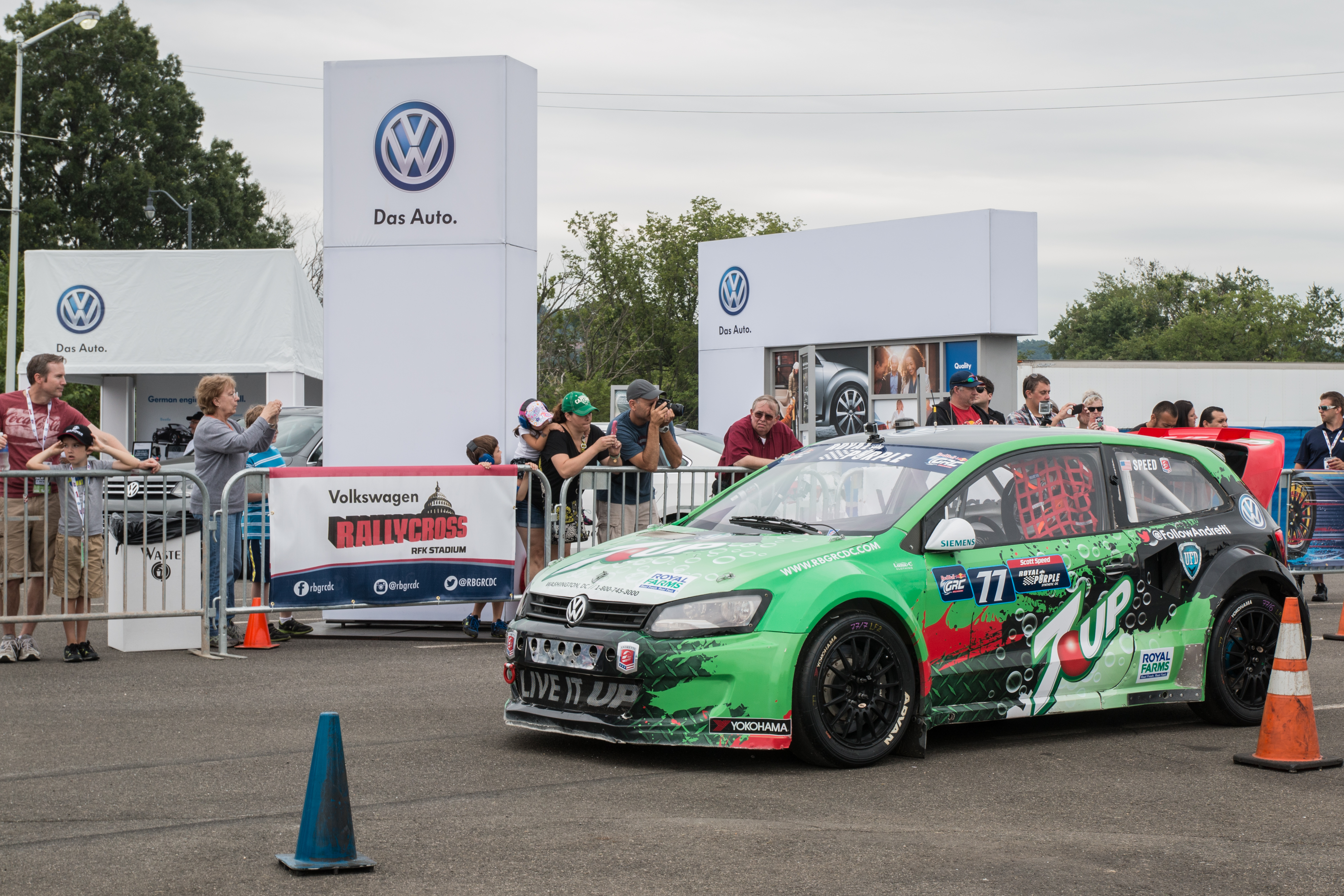
フォルクスワーゲン・ポロ（2014年）

2014年からフォルクスワーゲンのワークスチームとしてグローバル・ラリークロスに参戦。初年度のみポロ、翌年以降はビートルを採用し、元F1ドライバーのスコット・スピードとともに2015年から2017年まで同選手権を3連覇した。

## スーパーカーシリーズ
2018年にオーストラリアのホールデン傘下にあったウォーキンショー・レーシングを買収し、ユナイテッド・オートスポーツとのジョイントでスーパーカー選手権に参戦することを発表している。

## F1参戦計画
アンドレッティは、以前からフォーミュラ1（F1）への参戦構想があることを度々表明していたが、2023年1月にゼネラルモーターズ（GM）との提携を発表。「アンドレッティ・キャデラック」のチーム名でF1へエントリーする意向を明らかにした。同年2月には国際自動車連盟（FIA）が、2025年からF1に参戦を希望するチームの申請受付を開始したことから、アンドレッティもこれにエントリーし、同年10月にはFIAがアンドレッティの参戦申請を承認。さらに同年11月にはGMが2028年よりF1へパワーユニット（PU）供給を行うためのマニュファクチャラー登録を行ったことを明らかにし、着々と体制を固めていった。
2024年1月、F1の商業権を管理するフォーミュラワン・グループは、アンドレッティの2025年からの参戦を却下すると発表。しかしアンドレッティ側は、同年4月にシルバーストン・サーキット近くにヨーロッパの拠点となる新ファクトリーを開設したほか、徳永直紀（元ルノーF1テクニカルディレクター）やパット・シモンズ（元ウィリアムズF1CTO）などスタッフのリクルーティングも進め、F1参戦に向けて引き続き準備を進めている。また、フォーミュラワン・グループの親会社であるリバティメディアに対しアメリカ合衆国下院司法委員長のジム・ジョーダン（共和党）が書簡を送付し説明を求めるなど、政治の面からも圧力をかける動きに出ている。
同年11月、GMとフォーミュラワン・グループとの交渉が進み、「キャデラックF1チーム」として2026年からF1に参戦することに基本合意した。
なおGMは、アンドレッティ・グローバルを所有・運営する企業「TWGグローバル」と提携することを明らかにしている。それに前後してマイケル・アンドレッティはCEOを退任し、TWGグローバルのダン・タウリスに全権を委譲した。またアンドレッティが主導してF1に参戦するために設立した会社の名称が「アンドレッティ・レーシング・リミテッド」から「キャデラック・フォーミュラ・レーシング・リミテッド」に変更された。これにより2026年の参戦を目指す11番目のチームのプロジェクトから、アンドレッティの名が完全に外れたことになった。

## 所属ドライバー

### CART (1994年 - 2002年)
- ジャック・ヴィルヌーヴ (1994年 - 1995年)
- ラウル・ボーセル (1996年)
- パーカー・ジョンストン（英語版） (1997年)
- ポール・トレーシー (1998年 - 2002年)
- ダリオ・フランキッティ (1998年 - 2002年)
- マイケル・アンドレッティ (2001年 - 2002年)

### インディカー・シリーズ (2001年 - )

#### 現在所属するドライバー
- マルコ・アンドレッティ (2006年 - )
- コルトン・ハータ (2020年 - )
- カイル・カークウッド（英語版） (2023年 - )
- マーカス・エリクソン (2024年 - )

#### 過去に所属したドライバー
- マイケル・アンドレッティ (2001年 - 2003年, 2006年 - 2007年) ※2001年 - 2002年, 2006年 - 2007年はインディ500のみ、2003年は第4戦まで出走。
- ダリオ・フランキッティ (2002年 - 2007年) ※2002年はインディ500のみ、2003年は第1, 2, 6戦のみ出走。2006年は最終戦のみ欠場。
- ポール・トレーシー (2002年) ※インディ500のみ出走。
- ダン・ウェルドン (2003年 - 2005年)
- トニー・カナーン (2003年 - 2010年)
- ブライアン・ハータ (2003年 - 2006年) ※2003年は第5戦と第7戦以降に出走。
- マリオ・アンドレッティ (2003年) ※もてぎで骨折したカナーンの代理としてインディ500のプライベートテストに参加。
- ロビー・ゴードン（英語版） (2003年) ※負傷したフランキッティの代理でインディ500に出走。
- A.J.フォイト4世（英語版） (2006年) ※負傷したフランキッティの代理として最終戦に出走。
- ダニカ・パトリック (2007年 - 2011年)
- 武藤英紀  (2008年 - 2009年)
- フランク・モンタニー (2009年, 2014年) ※2009年はインフィニオンのみ、2014年はインディアナポリスのみ出走。
- ライアン・ハンター＝レイ (2010年 - 2021年)
- アダム・キャロル (2010年) ※ワトキンスグレン・ミッドオハイオにスポット参戦。
- ジョン・アンドレッティ (2010年 - 2011年) ※2010年はカンザス・インディ500に、2011年はインディ500のみ出走。
- マイク・コンウェイ (2011年)
- ジェームズ・ヒンチクリフ (2012年 - 2014年、2020年 - 2021年) ※2020年は第1, 4, 9戦に出走。
- セバスチャン・サーベドラ (2012年) ※インディ500のみ出走。
- アナ・ベアトリス (2012年) ※サンパウロ・インディ500のみ出走。
- E.J.ヴィソ (2013年)
- カルロス・ムニョス (2013年 - 2016年、2018年) ※2013年はインディ500と最終戦フォンタナに出走。また、2018年はインディ500のみ出走。
- カート・ブッシュ (2014年) ※インディ500のみ出走。
- シモーナ・デ・シルベストロ (2015年) ※第1, 2, 6戦に出走。
- ジャスティン・ウィルソン (2015年) ※第5, 6戦, 第12 - 15戦に出走。
- オリオール・セルビア (2015年) ※最終戦のみ出走。
- アレクサンダー・ロッシ (2016年 - 2022年)
- タウンゼント・ベル (2016年) ※インディ500のみ出走。
- 佐藤琢磨 (2017年)
- フェルナンド・アロンソ (2017年) ※インディ500のみ出走。
- ジャック・ハーベイ（英語版） (2017年) ※インディ500のみ出走。
- ザック・ビーチ（英語版） (2018年 - 2020年)
- ステファン・ウィルソン（英語版） (2018年) ※インディ500のみ出走。
- コナー・デイリー (2019年) ※インディ500のみ出走。
- ロマン・グロージャン (2022年 - 2023年)
- デブリン・デフランチェスコ（英語版） (2022年 - 2023年)

### アメリカン・ル・マン・シリーズ (2007年 - 2008年)
- マルコ・アンドレッティ (2008年)
- トニー・カナーン (2007年 - 2008年)
- ブライアン・ハータ (2007年 - 2008年)
- クリスチャン・フィッティパルディ (2008年)
- ダリオ・フランキッティ (2007年)
- マリーノ・フランキッティ (2007年)
- ラファエル・マトス (2008年)
- フランク・モンタニー (2008年)
- ジェームズ・ロシター (2008年)

### A1グランプリ (2008年 - 2009年)
- マルコ・アンドレッティ (2008年 - 2009年)
- チャーリー・キンボール (2008年)
- J.R.ヒルデブランド (2009年)

### フォーミュラE (2014年 - )

#### 現在所属するドライバー
- ジェイク・デニス (2020年 - )
- ニコ・ミュラー (2024年 - )

#### 過去に所属したドライバー
- フランク・モンタニー (2014年)
- シャルル・ピック (2014年)
- マシュー・ブラバム（英語版） (2014年)
- ジャン＝エリック・ベルニュ (2014年 - 2015年)
- マルコ・アンドレッティ (2015年)
- スコット・スピード (2015年)
- ジャスティン・ウィルソン (2015年)
- シモーナ・デ・シルベストロ (2015年 - 2016年)
- ロビン・フラインス (2015年 - 2017年)
- アントニオ・フェリックス・ダ・コスタ (2016年 - 2019年)
- 小林可夢偉 (2017年)
- トム・ブロンクビスト (2017年 - 2018年)
- アレクサンダー・シムズ (2018年 - 2020年)
- マクシミリアン・ギュンター (2019年 - 2021年)
- オリバー・アスキュー（英語版） (2021年 - 2022年)
- アンドレ・ロッテラー (2023年)
- ノーマン・ナト (2024年)